# Komolčniki
Komolčniki ali ščitniki za komolce so zaščitna oprema namenjena zaščiti komolcev pred poškodbami med udarci ali padci. Komolčnike uporabljajo številni športniki: hokejisti, kolesarji, odbojkarji, skate boarderji, smučarji, rokoborci. Rokoborci uporabljajo ščitnike za komolce tudi med udarjanjem nasprotnikov. Zaščito za komolce pa nosijo tudi pripadniki vojsk ter specialnih enot vojske kakor tudi policije.